# Simon Sutour
Simon Sutour (nascut el 18 d'agost del 1952 a Seta, ciutat occitana del Llenguadoc) és un polític francès qui és senador per Gard d'ençà el 27 de setembre del 1998. Sutour de professió funcionari de l'administració territorial ha tingut els següents càrrecs : fins al 1985 director general adjunt del consell general del Gard, del 1985 al 1993 director general de serveis del consell general del Gard, del 1993 al 1995 director general de serveis de l'ajuntament d'Avinyó, del 1995 al 1998 director general de serveis de l'ajuntament de Nimes i des de setembre del 1998 senador per Gard. Sutour té la condecoració de cavaller de la Legió d'Honor (1998).